# Samuel Friedrich Bucher

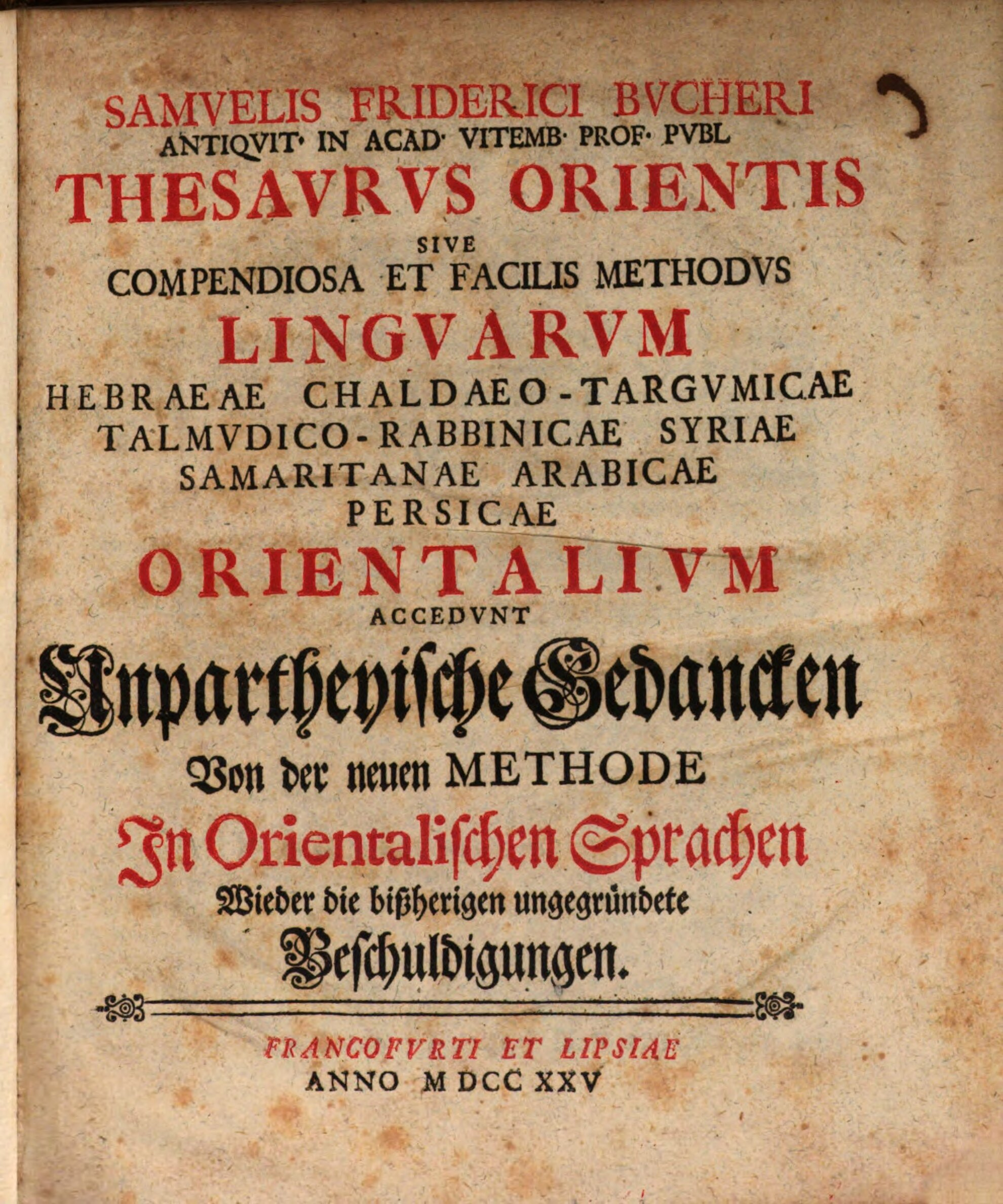
Titelblatt des „Thesaurus orientis“ von Samuel Friedrich Bucher (1725)

Samuel Friedrich Bucher (* 16. September 1692 in Rengersdorf; † 21. Mai 1765 in Zittau) war ein sächsischer Altertumsforscher, Philologe und Pädagoge.

## Leben
Der Sohn des Pfarrers Christoph Friedrich Bucher und dessen zweiter Ehefrau Magdalena Sybilla Senff erhielt seinen ersten Unterricht von seinem Vater.  Nachdem er 1709 das Gymnasium in Zittau bezogen hatte, kümmerten sich Gottfried Hoffmann und Adam Erdmann Mirus um seine Fortbildung. Nach zwei Jahren ging er zu seinem Vater zurück, der ihn besonders in der lateinischen Poesie unterrichtete. Ostern 1712 besuchte er kurz wieder das Zittauer Gymnasium und wendete sich am 3. Mai desselben Jahres an die Universität Wittenberg, um Studien in den philosophischen und theologischen Wissenschaften zu absolvieren.
In Wittenberg hatte er als Stipendiat den Freitisch des G. R. von Wolframsdorf erhalten und seine Lehrer waren Johann Wilhelm von Berger, Johann Wilhelm Jahn, Heinrich Klausing, Caspar Löscher und Gottlieb Wernsdorf der Ältere. Am 30. April 1715 wurde er Magister der Philosophie und habilitierte sich als Magister legens am 3. August desselben Jahres mit der Schrift de lapidum concretione et accretione, de variis an der philosophischen Fakultät der Wittenberger Hochschule. Hier wirkte er einige Zeit als Privatdozent und bewarb sich im Januar 1722 am kurfürstlich sächsischen und königlich polnischen Hof in Dresden, um die Professur der Altertümer und der hebräischen Sprache in Wittenberg. Obwohl an anderen Universitäten der Lehrstuhl bereits gängig gewesen war, entschied die philosophische Fakultät, keinen ordentlichen Lehrstuhl an der Wittenberger Hochschule einzurichten, da die Aufgaben solch eines Fachgebiets bereits von anderen Hochschullehrern mit behandelt wurden.
Da man aber auch erkannte, dass jenes bereits vorhandene Lehrangebot lückenhaft war, wurde Bucher am 11. April 1723 als Adjunkt an der philosophischen Fakultät aufgenommen und erhielt im Mai desselben Jahres eine außerordentliche Professur der Antiquitäten, die er mit einer Rede von dem Königlichen Convictorio zu Alexandrien antrat. Als Wissenschaft der Altertümer oder auch Antiquitäten verstand man zur damaligen Zeit die Auseinandersetzung mit den „Gebräuchen der Alten“. Sie schloss im weiteren Sinn Numismatik, Epigraphik, Architektur, Ikonographie, Glyptik, Toreutik, Bibliographie und Angeiographie ein. Da sein Salär zur Bewältigung seiner Aufgaben nicht zureichend war, bemühte er sich um weitere Einkommensquellen. So wurde er 1726 Rektor der Wittenberger Stadtschule und ging 1728 als Konrektor an das Gymnasium in Zittau. In letzterem Posten war er bis zu seinem Lebensende tätig. Von 1756 bis 1760 oblag ihm die Leitung der Schule.

## Nachkommen
Aus Samuel Friedrich Buchers Ehe (1727) mit Johanna Christina Zimmermann (1702–1772) ging u. a. der Dresdner Anwalt und Gerichtsaktuar Christian Friedrich Bucher (1727–1780) hervor, dessen Nachkommen (Juristen, Mediziner, Unternehmer und Militärs) bis ins 20. Jahrhundert in Dresden lebten (u. a. der Botaniker Christian Traugott Bucher und der Jurist Friedrich Benjamin Bucher). Der prominenteste unter ihnen war der Handelsmann und Lazarettinspektor Ernst Wilhelm Bucher (1853–1905), Mitbegründer der Militärgenesungsanstalt des XII. (I. Königlich Sächsischen) Armee-Korps: „Glasewalds Ruhe“ in Wilschdorf bei Dresden. Seine Familiengrablege hat sich auf dem St.-Pauli-Friedhof erhalten.

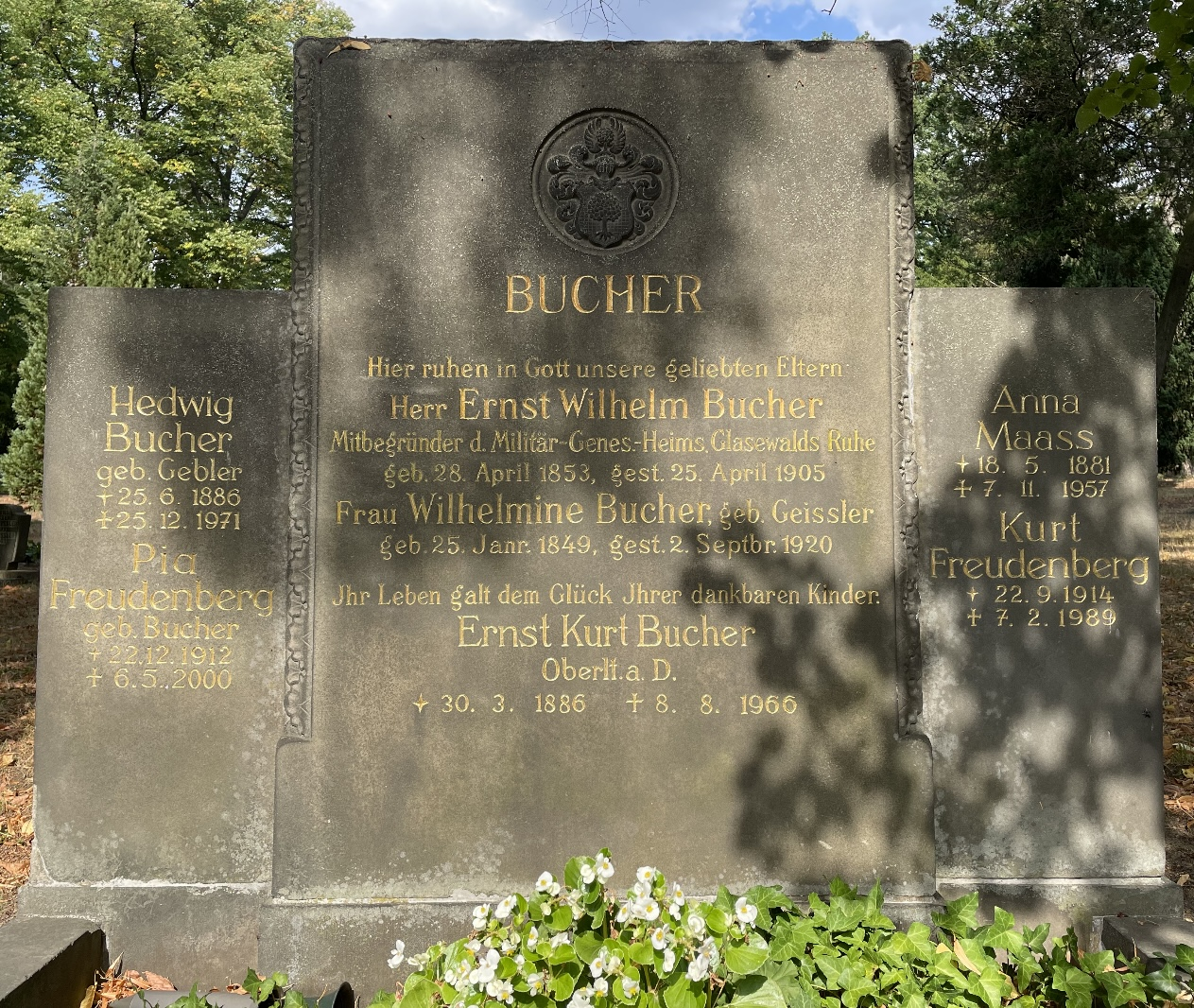
Grablege der Familie Bucher in Dresden

## Werke (Auswahl)
- Antiqvitates hebraicae et graecae selectae: sev, De conclvsis Hebraeorvm ac Graecorvm feminis, vulgo: Vom verschlossenen Frauenzimmer der Hebraeer und Griechen … Opera. 1717.
- Thesaurus orientis: sive compendiosa et facilis methodus linguarum hebraeae, chaldaeo-targumicae talmudico-rabbinicae, syriae, samaritanae, arabicae, persicae. Accedunt Unparteyische Gedanken von der neuen Methode in orientalischen Sprachen. 1725; books.google.de
- Unpartheyische Gedancken von oeconomischen Societäten und der höchstnutzbaren Oeconomie: wie dieselbe auf Universitäten und Gymnasiis könne introduciret werden bey müssigen Neben-Stunden. 1728; digitale-sammlungen.de
- Antiquitates Biblicae. 1729; archive.org.
- Christliche und unpartheyische Gedancken von Schul-Wesen. 1730.
- Das Friedrichs-Fest der Musen: als eine unterthänigst Freuden-Bezeigung … über den … Herrn … Friedrich Christian … in einem hoch-teutschen Gedichte der weise und heldenmüthige Mendoza genannt …. 1737.
- Hosianna ex memoria Hebraeorum. 1738.
- Des weisesten Bildhauers erstaunungswürdige Denckmahle: betrachtet bey denen öffentlichen Leichen-Ceremonien … Herrn Gottfried Jächens, vornehmen Bürgers und berühmten Bildhauers … zum wohlverdienten Andencken …. 1739.
- Einige durch die Vergrößerungs-Gläser entdeckte Bilder der eiteln Welt: überreichte, als … Herr Johann Adam Abilgar, berühmter Maler … zu dem Anschauen Gottes gelangte … 1740.
- Bey dem Grabe seines in Leben vertrauten Freundes Meister Gottfried Heintzes, angesehenen Bürgers, Glasers und der löbl. Zunft Ober-Ältesten …: betrachtete das Sehen der Christen durch einen Spiegel aus den Worten Pauli 1. Cor. XIII. 12. … 1740.
- De Romano Germanorum regno ab Saxonibus sustentato et in pristinam dignitatem restituto, disputationem ingreditur atque item Frider. Gottl. Pitschmanno, Zittau, humanitatis studiis doctrinisque assidue exculto mens. Maj. an. MDCCXL in academiam Philyream honorifice abituro … 1740.
- Bey dem Grabe Tit. deb. Frauen Anna Rosina Knebelin, geb. Kahlin …: wolte seine ergebenste Schuldigkeit … gehorsamst bezeugen, und den Rath Gottes zur Seligkeit aus dem Dan. IV. 24. … in Betrachtung ziehen. 1746.
- Gottes Land: ward bey den christlichen Leichen-Ceremonien … Herrn Johann Gottlob Oheim … zum wohlverdienten Andencken … erwogen. 1747.
- Synhedrium magnum. 1762.
 Zu einer weitreichenden Werksauswertung siehe: Meusel